# Polizeimuseum Vilnius
Das Polizeimuseum Vilnius (lit. Policijos departamento prie vidaus reikalų ministerijos centrinis policijos muziejus) ist ein Polizeimuseum in Litauens Hauptstadt Vilnius. Im Museum wird historisches Material über Vilniusser und Polizei Litauens ausgestellt. Das Museum enthält Exponate (Presse, Publikationen, Zeichen, Photos, Bilder), die von der Geschichte der litauischen Polizei von 1918 bis 1940 erzählen. Es gibt wechselnde Ausstellungen (Januarereignisse in Litauen 1991, Sportgeschichte der litauischen Polizei, Personalausweis-Geschichte etc.).
Gegründet wurde das Museum vom Polizeidepartement am Innenministerium Litauens.
Adresse: Saltoniškių  gatvė 19, Žvėrynas.